# Гуама (река, впадает в Маражо)
Гуама́ (порт. Guamá) — река в Бразилии в штате Пара.
Река начинается в тропических лесах юго-восточнее города Иритуя. Сначала она течёт на север, затем круто поворачивает на запад. Пройдя с севера мимо города Иритуя, она принимает слева реку Капим, после чего поворачивает на северо-запад, а затем снова на запад, и в районе Белена впадает в бухту Гуажара залива Маражо (устье реки Пара).
Города на реке: Белен, Сан-Мигел-ду-Гуама.
Основные притоки: Капин.